# Heath Town
Heath Town – dzielnica miasta Wolverhampton, w Anglii, w West Midlands, w dystrykcie metropolitalnym Wolverhampton. W 2011 roku dzielnica liczyła 13 965 mieszkańców.